# Cowboy Casanova
«Cowboy Casanova» (англ. Ковбой Казанова) — перший сингл третього студійного альбому американської кантрі-співачки Керрі Андервуд — Play On. В США пісня вийшла 14 вересня 2009. Пісня написана Майком Елізондо, Бреттом Джеймсом та Андервуд; спродюсована Марком Брайтом. Музичне відео зрежисоване Терезою Вінгерт; відеокліп вийшов 2 вересня 2009. Сингл отримав дві платинові сертифікації від американської компанії RIAA та одну золоту сертифікацію від канадської компанії Music Canada.

## Музичне відео
Відеокліп зрежисовано Терезою Вінгерт. Зйомки проходили 2 вересня 2009 в Новому Орлеані штату Луїзіана. Прем'єра музичного відео відбулася 2 жовтня 2009 на CMT. Станом на травень 2018 музичне відео мало 31 мільйонів переглядів на відеохостингу YouTube.

## Список пісень
| #  | Назва             | Тривалість |
| -- | ----------------- | ---------- |
| 1. | «Cowboy Casanova» | 3:53       |

## Нагороди і номінації

### 45th Academy of Country Music Awards
| Рік  | Номіновано        | Нагорода         | Результат |
| ---- | ----------------- | ---------------- | --------- |
| 2010 | «Cowboy Casanova» | Song of the Year | Номінація |

### CMT Music Awards
| Рік  | Номіновано        | Нагорода                 | Результат |
| ---- | ----------------- | ------------------------ | --------- |
| 2010 | «Cowboy Casanova» | Video of the Year        | Перемога  |
| 2010 | «Cowboy Casanova» | Female Video of the Year | Номінація |

### 1st American Country Awards
| Рік  | Номіновано        | Нагорода                       | Результат |
| ---- | ----------------- | ------------------------------ | --------- |
| 2010 | «Cowboy Casanova» | Female Music Video of the Year | Перемога  |
| 2010 | «Cowboy Casanova» | Female Single of the Year      | Перемога  |

### French Country Music Awards
| Рік  | Номіновано        | Нагорода                | Результат |
| ---- | ----------------- | ----------------------- | --------- |
| 2010 | «Cowboy Casanova» | Music Video of the Year | Перемога  |

### 2010 CMA Triple-Play Awards
| Рік  | Номіновано        | Нагорода                                                        | Результат |
| ---- | ----------------- | --------------------------------------------------------------- | --------- |
| 2010 | «Cowboy Casanova» | Triple-Play Songwriter (разом із «Temporary Home» та «Undo It») | Перемога  |

## Чарти
Сингл дебютував на 26 місце чарту Billboard Hot Country Songs на тижні від 19 вересня 2009; пісня досягла 1 місця на десятому тижні чартування. Пісня «Cowboy Casanova» стала 8-им синглом Андервуд, яка досягла 1 місця цього чарту. Пісня стала найшвидшим на той час синглом Андервуд, котрий досяг своєї максимальної позиції кантрі-чарту, а також основного синглового чарту США — Billboard Hot 100. Сингл дебютував на 96 місце чарту Billboard Hot 100, а вже наступного тижня досягнув максимальної позиції на 11 місці. Пісня «Cowboy Casanova» стала 6-им синглом Андервуд, яка досягла топу-20 чарту Billboard Hot 100.
Тижневі чарти
| Чарт (2009-10)                   | Місце |
| -------------------------------- | ----- |
| Canadian Hot 100                 | 16    |
| Canadian Country                 | 2     |
| U.S. Billboard Hot 100           | 11    |
| U.S. Billboard Hot Country Songs | 1     |
| U.S. Billboard Adult Top 40      | 21    |

Річні чарти
| Чарт (2009)                      | Місце |
| -------------------------------- | ----- |
| U.S. Billboard Hot Country Songs | 45    |

## Історія релізів
| Регіон           | Дата            | Формат               | Лейбл                         |
| ---------------- | --------------- | -------------------- | ----------------------------- |
| Північна Америка | 14 вересня 2009 | Airplay              | Arista Nashville              |
| Франція          | 21 вересня 2009 | Цифрове завантаження | Sony Music / Arista Nashville |
| США              | 22 вересня 2009 | Цифрове завантаження | Arista Nashville              |
| Канада           | 22 вересня 2009 | Цифрове завантаження | Sony Music                    |
| Німеччина        | 25 вересня 2009 | Цифрове завантаження | Sony Music                    |
| Італія           | 25 вересня 2009 | Цифрове завантаження | Sony Music                    |
| Велика Британія  | 27 вересня 2009 | Цифрове завантаження | Sony Music                    |
| Австралія        | 22 січня 2010   | Цифрове завантаження | Sony Music                    |
| Південна Корея   | 12 червня 2010  | CD                   | Sony Music                    |

## Продажі
| Країна                | Сертифікація (таблиця продажів та сертифікатів) | Продажі    |
| --------------------- | ----------------------------------------------- | ---------- |
| Канада (Music Canada) | Золото                                          | +40,000    |
| США (RIAA)            | 2× Платина                                      | +2,300,000 |